# Функционализам (социологија)
Функционализам или структурални функционализам се у Европи појавио у 19. веку, а развили су га у доминантну теоријску перспективу социологије амерички социолози у 20. веку. Од 1960-их година њена популарност опада због критика, као и због конкурентних перспектива за које се чини да дају боља објашњења, а делимично и због промена у моди.
Функционалисти сматрају да су разни делови друштва међусобно повезани и заједно чине целокупан систем. Функционалистичка теорија започиње опажањем да је понашање у друштву структурисано. Односи између чланова друштва организовани су помоћу неких правила и друштвени односи зато имају обрасце и понављају се. Друштвени систем има одређене темељне потребе које морају да се задовоље да би опстали функционални предуслови.
Пошто је друштво систем, мора да постоји одређени степен интеграције његових делова. Минимални степен интеграције је функционални предуслов друштва. Напредак друштва се постиже одржавањем реда, а ред и стабилност су омогућени вредносним консензусом.
Представници функционализма су Емил Диркем, Херберт Спенсер, Толкот Парсонс, Роберт Мертон, Бронислав Малиновски.